# Okmulgee County
Okmulgee County ist ein County im Bundesstaat Oklahoma der Vereinigten Staaten. Der Verwaltungssitz (County Seat) ist Okmulgee. Das U.S. Census Bureau hat bei der Volkszählung 2020 eine Einwohnerzahl von 36.706 ermittelt.

## Geographie
Das County liegt im mittleren Osten von Oklahoma und hat eine Fläche von 1819 Quadratkilometern, wovon 14 Quadratkilometer Wasserfläche sind. Es grenzt im Uhrzeigersinn an folgende Countys: Tulsa County, Wagoner County, Muskogee County, McIntosh County, Okfuskee County und Creek County.

## Geschichte

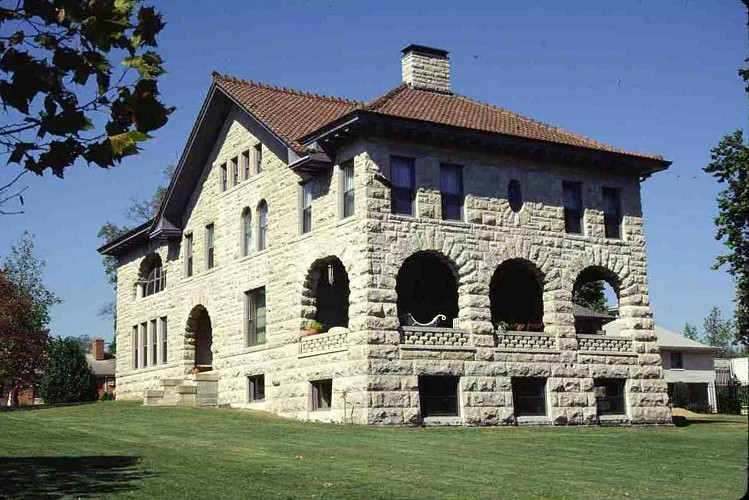
Das historische A.W. Patterson House

Okmulgee County wurde am 16. Juli 1907 als Original-County aus Muskogee-Land gebildet. Benannt wurde es nach dem indianischen Wort für sprudelndes Wasser.
18 Bauwerke und Stätten des Countys sind im National Register of Historic Places (NRHP) eingetragen (Stand 5. Juni 2018).

## Demografische Daten

Alterspyramide des Okmulgee County

Nach der Volkszählung im Jahr 2000 lebten im Okmulgee County 39.685 Menschen in 15.300 Haushalten und 10.694 Familien. Die Bevölkerungsdichte betrug 22 Einwohner pro Quadratkilometer. Ethnisch betrachtet setzte sich die Bevölkerung zusammen aus 69,73 Prozent Weißen, 10,20 Prozent Afroamerikanern, 12,85 Prozent amerikanischen Ureinwohnern, 0,19 Prozent Asiaten, 0,02 Prozent Bewohnern aus dem pazifischen Inselraum und 0,61 Prozent aus anderen ethnischen Gruppen; 6,40 Prozent stammten von zwei oder mehr Ethnien ab. 1,95 Prozent der Bevölkerung waren spanischer oder lateinamerikanischer Abstammung.
Von den 15.300 Haushalten hatten 32,0 Prozent Kinder unter 18 Jahre, die im Haushalt lebten. 52,8 Prozent waren verheiratete, zusammenlebende Paare, 13,1 Prozent waren allein erziehende Mütter. 30,1 Prozent waren keine Familien, 27,1 Prozent waren Singlehaushalte und in 12,6 Prozent der Haushalte lebten Menschen im Alter von 65 Jahren oder darüber. Die durchschnittliche Haushaltsgröße betrug 2,53 und die durchschnittliche Familiengröße betrug 3,06 Personen.
26,9 Prozent der Bevölkerung waren unter 18 Jahre alt, 9,5 Prozent zwischen 18 und 24, 25,3 Prozent zwischen 25 und 44, 23,3 Prozent zwischen 45 und 64 und 15,1 Prozent waren 65 Jahre oder älter. Das Durchschnittsalter betrug 37 Jahre. Auf 100 weibliche Personen kamen 95,2 männliche Personen. Auf 100 Frauen im Alter von 18 Jahren oder darüber kamen 90,8 Männer.
Das jährliche Durchschnittseinkommen eines Haushalts betrug 27.652 USD und das durchschnittliche Einkommen einer Familie betrug 33.987 USD. Männer hatten ein durchschnittliches Einkommen von 29.935 USD gegenüber den Frauen mit 20.861 USD. Das Prokopfeinkommen betrug 14.065 USD. 14,9 Prozent der Familien und 18,9 Prozent der Bevölkerung lebten unterhalb der Armutsgrenze.